# لس كارليون
لس كارليون (بالإنجليزية: Les Carlyon)‏‏ (10 يونيو 1942 - 4 مارس 2019 ) مؤرخ، ورئيس تحرير صحيفة، وصحفي من أستراليا.

## الجوائز
- وصيف وسام أستراليا[7]

## روابط خارجية
- لس كارليون على موقع IMDb (الإنجليزية)